# Gyrinus pectoralis
Gyrinus pectoralis là một loài bọ cánh cứng trong họ van Gyrinidae. Loài này được Villa & Villa miêu tả khoa học năm 1833.